# فضای بئر
در ریاضیات، فضای توپولوژیکی {\displaystyle X} را فضای بئر (به انگلیسی: Baire Space) گویند، اگر برای هر گردایه شمارایی چون {\displaystyle \{A_{n}\}} از مجموعه‌های بسته‌یِ درون-تهی از {\displaystyle X}، اجتماعشان یعنی {\displaystyle \cup A_{n}} نیز در {\displaystyle X} درونِ تهی دارند. به‌طور معادل، فضای موضعاً محدبی که درون خودش نزار نباشد را فضای بئر می‌نامند. براساس قضیه رسته بئر، فضاهای هاسدورف فشرده و فضاهای متریک کامل، مثال‌هایی از یک فضای بئر می‌باشند. بورباکی اولین بار اصطلاح «فضای بئر» را ابداع نمود.

## ارجاعات
1. ↑  Munkres 2000, p. 295.
2. ↑  Köthe 1979, p. 25.
3. ↑  Munkres 2000, p. 296.
4. ↑  Haworth & McCoy 1977, p. 5.

- مشارکت‌کنندگان ویکی‌پدیا. «Baire Space». در دانشنامهٔ ویکی‌پدیای انگلیسی، بازبینی‌شده در ۲۷ مهٔ ۲۰۲۱.